# Pressburger Imre
Pressburger Imre, Emeric Pressburger (Miskolc, 1902. december 5. – Saxstead, Suffolk, Anglia, 1988. február 5.) magyar származású Oscar-díjas angol forgatókönyvíró, filmrendező és producer, aki legjelentősebb munkáit rendezőtársával, Michael Powell-lel együtt készítette, akivel 1943-ban közös produkciós céget alapított.

## Élete
Pressburger Imre József néven született 1902-ben Miskolcon, zsidó felmenőkkel rendelkező család sarjaként. Édesapja Pressburger Kálmán ingatlanügynök volt, édesanyja pedig Kätherina Wichs. Édesapjának első házasságából már született egy lánya, édestestvére nem volt. Tanulmányait a temesvári kollégiumban kezdte, ahol főként a matematika, irodalom és zene területén jeleskedett. Később tanulmányai során is matematikát és műszaki tudományokat hallgatott a prágai és stuttgarti egyetemeken, csak édesapja halála késztette az egyetem otthagyására.
Karrierjének építését újságírókét kezdte. 1920-as években kezdett forgatókönyveket írni. 1926-ban Berlinben kezdett az UFA stúdiónál dolgozni dramaturgként. A nácik hatalmának növekedése miatt döntött úgy, hogy Párizsba utazik, ahol folytatta forgatókönyvírói tevékenységét.
1935-ben lépett Anglia földjére, ahol elhatározta, hogy letelepszik és 1938-ban nevét Imréről Emericre változtatta. Angliában egy kis magyar filmes közösségre talált, akik szintén az üldöztetés elől mentek Angliába. Köztük volt Korda Sándor, a London Films tulajdonosa, aki forgatókönyvíróként alkalmazta Pressburgert. Szintén Angliában találkozott Michael Powell-lel, akivel együtt dolgozott a The Spy in Black című 1939-es filmen. Párosuk az akkori brit filmek legjavát készítette. 1943-ban közös produkciós céget alapítottak, az Archers Filmet. Pressburger 1946-ban kapta meg az angol állampolgárságot.
1938. június 24-én feleségül vette Donáth Ágit, Donáth Antal kereskedő lányát, de már 1941-ben elváltak. Később újraházasodott, új felesége Wendy Orme lett, esküvőjüket 1947. március 29-én tartották. Tőle egy lánya született, Angela Pressburger, de ez a házasság is válással végződött: házasságukat Renóban, Nevada államban 1953-ban, Angliában pedig 1971-ben bontották fel.
Pressburger 1988-ban halt meg angliai otthonában tüdőgyulladás következtében.

## Emlékezete
Lányától, Angelától származó unokái neves filmkészítők lettek: Andrew Macdonald olyan filmek producere, mint a Trainspotting (1996), Kevin Macdonald pedig Oscar-díjas dokumentumfilmkészítő lett. Kevin írt nagyapjáról egy életrajzot, valamint meg is filmesítette életét, egy dokumentumfilm keretében, The Making of an Englishman címmel, 1995-ben.
2007. szeptember 21-én miskolci szülőházán (Szentpéteri kapu 3.) emléktáblát helyeztek el.
A Magyar Hollywood Tanács 2023-ban születésnapját, december 5-ét Pressburger Imre-emléknappá nyilvánította.

## Díjai
- 1943 – 49. szélességi fok (49th Parallel), Oscar-díj a legjobb eredeti történet kategóriában
- 1949 – Piros cipők (The Red Shoes) Oscar jelölések több kategóriában.
- 1951 – Hoffmann meséi (zenés film) rendkívüli díj a cannes-i filmfesztiválon, megosztva Michael Powell-lel

## Filmjei

### Korai munkái
Főként Franciaországban és Németországban készítette ezeket a filmeket.
- 1930: Die Große Sehnsucht, Abschied
- 1931: Ronny, Das Ekel, Dann schon lieber Lebertran, Emil und die Detektive, Der Kleine Seitensprung
- 1932: Une jeune fille et un million, …und es leuchtet die Pußta, Sehnsucht 202, Petit écart, Lumpenkavaliere, Held wider Willen, Eine von uns, La Belle aventure, Wer zahlt heute noch?, Das Schöne Abenteuer, A Vén gazember
- 1933: Une femme au volant, Incognito
- 1934: Mon cœur t’appelle, Milyon avcilari
- 1935: Monsieur Sans-Gêne, Abdul the Damned
- 1936: Sous les yeux d’occident
- 1936: Port-Arthur, Parisian Life, One Rainy Afternoon
- 1937: The Great Barrier
- 1938: The Challenge
- 1939: The Silent Battle

### Középső szakasz
Michael Powell-el közösen 20 filmet csináltak, melyek itt nem kerülnek felsorolásra. Ám ezek mellett voltak önálló munkái is:
- 1940: Spy for a Day
- 1941: Atlantic Ferry
- 1942: Rings on Her Fingers, Breach of Promise
- 1943: Squadron Leader X
- 1946: Wanted for Murder

### Önálló munkái
A háború után a korábbi barátságokat megtartva önálló elképzeléseit váltotta valóra
- 1953: Twice Upon a Time – Pressburger önálló rendezése, Erich Kästner: A két Lotti c. regényéből
- 1957: Men Against Britannia
- 1957: Miracle in Soho
- 1965: A Crossbow akció (Operation Crossbow)
- 1966: Furcsa társaság (They’re a Weird Mob), John O’Grady írásából
- 1972: The Boy Who Turned Yellow